# スカラー波

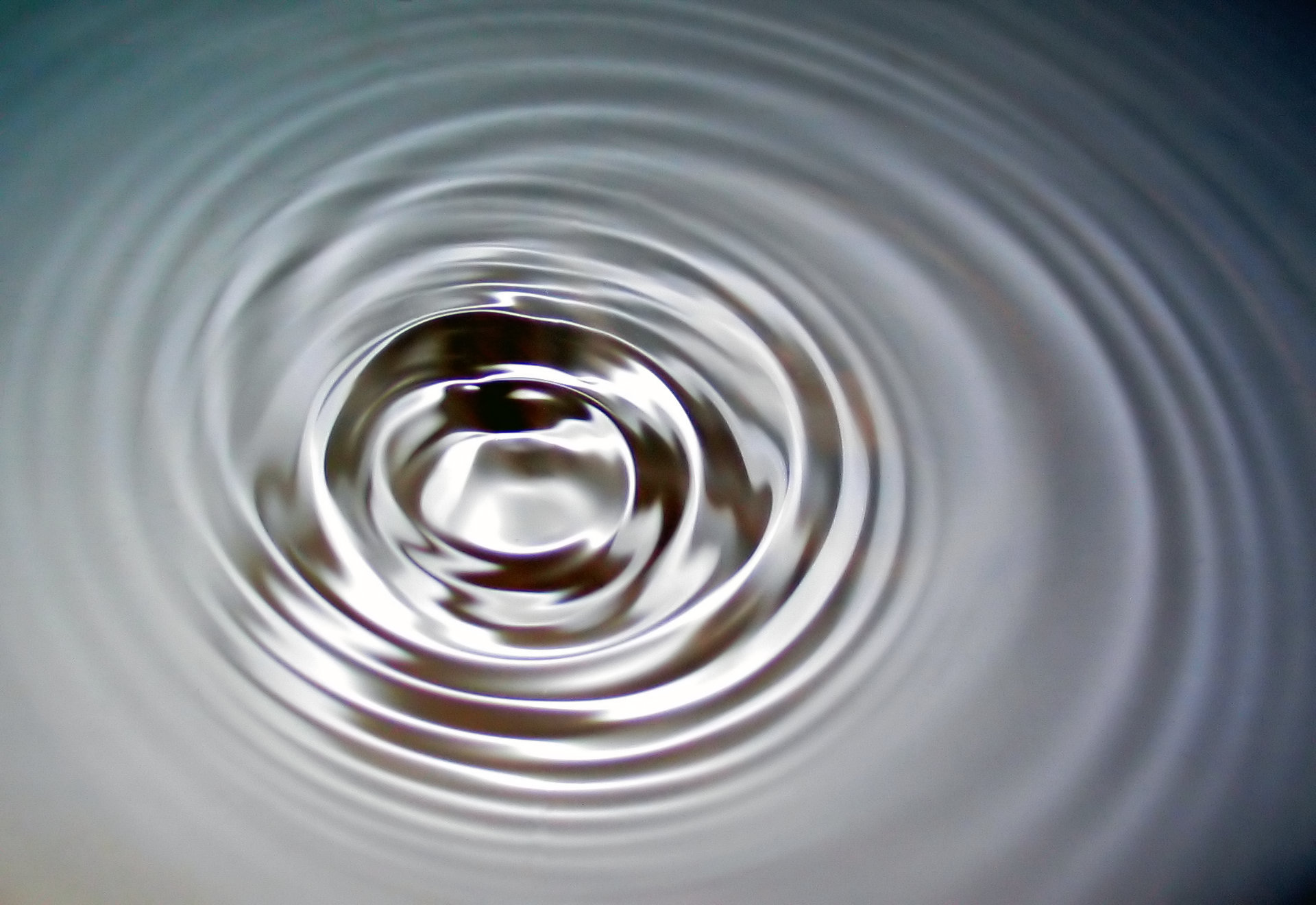
スカラー波（水面波）

スカラー波（スカラーは、scalar wave）は、スカラー場（スカラーの場）上の波。
スカラー波に対し、ベクトル場上の波をベクトル波、テンソル場上の波をテンソル波と言う。

## スカラー波の例
- 音波・P波などの疎密波はスカラー波（場の密度の変化）
- 水面波などの重力波はベクトル波（場の液面高の変化）

## 誤解
もし電磁場上に縦波があれば、電磁場の発散で定義されるスカラー場上のスカラー波となるであろう。これをスカラー電磁波と呼ぶ。しかし、電場の発散とは電荷密度であり、磁場の発散は常に0であることから、この上の波というものは考えがたい。実際、電磁場に縦波が起こりえないことが、ガウスの法則から導出できる。
また、スカラー波が超自然的な力を持っていると語られることがある。